# Dirty Picture
Singles de Taio Cruz
No Other One
(2009) Dynamite
(2010)
Singles par Kesha
Blah Blah Blah
(2010) My First Kiss
(2010)
Dirty Picture est une chanson du chanteur anglais, Taio Cruz. La chanson a été écrite et produite par Taio Cruz et Fraser T. Smith, pour son second album studio, Rokstarr. À l'origine, Cruz recherchait une voix féminine comme celle de Lady Gaga, mais il opta pour Kesha due à la lourde influence par Dr. Luke et son unique voix. Elle a été sortie comme le troisième single de Rokstarr le 5 avril 2010.

## Listes des pistes
- EP[2]

1. Dirty Picture (featuring Kesha) – 3:40
2. Dirty Picture (Clean Version) – 3:14
3. Dirty Picture (Wizzy Wow Remix) (featuring Kesha et Scorcher) – 3:45
4. Dirty Picture (RedTop Extended Remix) (featuring Kesha) – 5:23

- Dirty Picture (The Remixes) - EP[3]

1. Dirty Picture (Remix) (featuring Kesha et Fabolous) – 3:41
2. Dirty Picture (Wizzy Wow Remix) (featuring Kesha et Scorcher) – 3:45
3. Dirty Picture (RedTop Extended Remix) (featuring Kesha) – 5:23
4. Dirty Picture (Paul Thomas Remix) (featuring Kesha) – 3:37

- Dirty Picture (The Remixes)[4]

1. Dirty Picture (Dave Audé Radio) (Feat. Kesha)  – 3:53
2. Dirty Picture (Jason Nevins Radio Edit) (Feat. Kesha)  – 3:34
3. Dirty Picture (Dave Audé Club) (Feat. Kesha)  – 7:54
4. Dirty Picture (Jason Nevins Club) (Feat. Kesha)  – 6:54
5. Dirty Picture (Jump Smokers Extended Mix) (Feat. Kesha)  – 5:13
6. Dirty Picture (Dave Audé Dub) (Feat. Kesha)  – 6:10
7. Dirty Picture (Jason Nevins Dubstramental) (Feat. Kesha)  – 6:54
8. Dirty Picture (Jump Smokers Instrumental) (Feat. Kesha)  – 4:21

## Crédits et personnel
- Écriture – Taio Cruz, Fraser T. Smith
- Production – Taio Cruz, Fraser T. Smith
- Ingénieurs – Beatriz Artola
- Mixage – Fraser T. Smith, Neil Tucker
- Master – Tom Coyne

## Classement hebdomadaire
| Classement (2010)              | Meilleure position |
| ------------------------------ | ------------------ |
| Australie (ARIA)               | 16                 |
| Canada (Hot 100)               | 49                 |
| États-Unis (Hot 100)           | 96                 |
| Europe (Hot 100)               | 25                 |
| Irlande (IRMA)                 | 10                 |
| Nouvelle-Zélande (RMNZ)        | 12                 |
| Royaume-Uni (UK Singles Chart) | 6                  |
| Royaume-Uni (UK R&B Chart)     | 3                  |

## Historique de sortie
| Pays             | Date              | Format                 |
| ---------------- | ----------------- | ---------------------- |
| Australie        | 5 avril 2010      | Téléchargement digital |
| Nouvelle-Zélande | 5 avril 2010      | Téléchargement digital |
| Royaume-Uni      | 3 mai 2010        | Téléchargement digital |
| Pays-Bas         | 21 juin 2010      | Téléchargement digital |
| Canada           | 14 septembre 2010 | Téléchargement digital |
| États-Unis       | 14 septembre 2010 | Téléchargement digital |